# Adriano Caserotti
Adriano Caserotti (Cogolo, 21 marzo 1842 – Sivas, 18 giugno 1900) è stato un francescano e missionario italiano che salvò centinaia di vite accogliendo i profughi armeni durante la strage del 1895-96, i cosiddetti massacri hamidiani, prima fase del genocidio armeno.

## Biografia
Nacque a Cogolo, in Val di Peio, da Sebastiano fu Sebastiano e da Domenica fu Cristoforo Parolari e venne battezzato col nome di Pietro.
Iniziò il suo percorso religioso tra i Padri Cappuccini di Terzolas e al momento dei voti decise di cambiarsi il nome in Adriano.
Una volta ordinato sacerdote, nel 1879 chiese ai superiori di aggregarsi alle missioni estere. Nell'autunno di quell'anno partì da Roma con destinazione Mamuret-ual-aziz, nell'Armenia. Apprese sul posto la lingua turca e si dedicò con fervore all'istruzione dei giovani, ottenendo ottimi risultati. Esercitava inoltre il ministero apostolico nei villaggi del distretto.
Nel 1883 venne scelto per fondare la missione di Karput, dove rimase solo per alcuni anni, soffrendo la persecuzione di chi mal tollerava la presenza cattolica. Riuscì a fondare due scuole, una per maschi ed una per femmine, di cui fu zelantissimo e apprezzato direttore.